# Funk ousadia
O funk ousadia, ou funk picante, é um dos subgêneros do funk, surgido por volta do ano de 2013 na cidade de São Paulo. Sua lírica baseia-se em canções relacionadas a erotismo, com conotação sexual e trocadilhos em forma de humor. O gênero tem sido referido por diversas mídias como o substituto do funk ostentação, que perdeu a popularidade ao final daquele ano. A presença do humor nas canções diferencia este gênero das canções de Mr. Catra e MC Magrinho, que possuem um apelo sexual mais claro e evidente.
Entre os principais músicos deste gênero estão MC Pikachu, MC 2K, MC Bin Laden, MC Pedrinho e MC Brinquedo.